# El retrato de Felicitas
El retrato de Felicitas es una película documental ficcionado de Argentina filmada en colores dirigida por Alexis Puig sobre su propio guion que se estrenó el 12 de enero de 2001 en el marco del ciclo “Buenos Aires Rojo Sangre” en el Teatro General San Martín. En esa oportunidad Alexis Puig declaró sobre el filme:

”…se trata de un telefilm dividido en una historia real y una leyenda urbana que se emitirá el año que viene en History Channel. La historia real narra la vida de Felicitas Guerrero, una mujer que vivió a mediados del 1800 en Barracas y que murió asesinada por un amante. Luego de morir, los vecinos comenzaron a ver su fantasma en la Iglesia Santa Felicitas. Es una leyenda muy instalada en ese barrio, los vecinos la conocen y crecieron con este mito” 

## El personaje central del filme
Felicia Guerrero, o bien Felicitas Guerrero, había nacido el 26 de febrero de 1846 en Buenos Aires, capital de la provincia homónima que formaba parte de la entonces Confederación Argentina. Fue una de las primogénitas de once hijos del matrimonio formado desde el 11 de enero de 1845 entre el español Carlos José Guerrero y Reissig (n. Málaga, 1817 – f. Buenos Aires, 12 de enero de 1896) —eran sus padres los malagueños Antonio Guerrero (m. 1818) y Antonia Reissig Ruano, una tía del empresario industrial Eduardo Huelin Reissig y descendiente del linaje Reissig de Hamburgo del Imperio Germánico, instalado en Andalucía desde el siglo XVIII— quien fuera un comerciante naviero, además de administrador de uno los campos de la familia Álzaga, en la provincia bonaerense y de Felicitas Cueto y Montes de Oca (n. Buenos Aires, 1822 – f. ib., 8 de noviembre de 1906) que era hija de Manuel Cueto de la Mata (n. ib., 11 de mayo de 1779) y Catalina Montes de Oca (n. ib. 9 de enero de 1803).
El 29 de enero de 1872, cuando Felicitas regresó a su quinta de Barracas luego de realizar compras, la estaba esperando Enrique Ocampo, perteneciente a una acaudalada familia tradicional porteña que la amaba desde tiempo atrás y  estaba muy celoso de la relación romántica que ella mantenía con Samuel Sáenz Valiente. Se vieron en la sala de invitados de su mansión o escritorio y después de una corta y fuerte discusión Ocampo sacó un arma de fuego; Felicitas trató de escapar a través del jardín ubicado entre la mansión y el oratorio familiar y Ocampo hirió a Felicitas, quien tras agonizar varias horas falleció  en la mañana del 30 de enero de 1872. Ocampo murió por disparo en el mismo incidente y si bien el veredicto judicial fue que se había suicidado, hay otras versiones; una es que al acudir allegados de la agredida forcejearon con el homicida produciéndose un disparo accidental que lo mató y otra que habría sido muerto por dichos allegados.
Los padres de Felicitas levantaron en su memoria una capilla en el lugar donde ocurrió su muerte y con los años en la vecindad han nacido historias de aparecidos y de hechos sobrenaturales.

## Sinopsis
La historia de Felicitas y la leyenda urbana desarrollada en torno a ella.

## Reparto
Participaron del filme los siguientes intérpretes:
- Jean-Pierre Noher...Martín de Álzaga
- Raquel Soaje...Felicitas Guerrero
- Pancho Ibáñez...Enrique Ocampo
- Jorge Dorio…Carlos Guerrero
- Nicolás Scarpino...Samuel Sáenz Valiente
- Mike Christophersen...Cristian Demaría
- Santiago Odiard...Hermano de Felicitas
- Alejo Massat...Niño Félix
- Alexis Puig...Pintor

## Comentarios
Alexis Puig declaró sobre el filme en un reportaje de Ximena Batista en la revista La Cosa revista de cine y series:

”…Ni la productora…ni yo queríamos hacer un documental que fuera ir y entrevistar a algunas personas y listo. Tampoco interesaba hacer una película de ficción porque al experimentar en el género documental…creo que todo lo que tiene que ver con lo verídico me daba un poco la posibilidad de jugar con la realidad”